# 頭楯
頭楯（clypeus）為組成節肢動物面部的骨片之一。
昆虫的頭楯位於面部下緣，上唇則鉸接於頭楯正下方。下顎會拖住上唇，但不會碰到頭楯。頭楯的背側緣位於觸角窩下方。背側和外側邊界有明顯的界溝，通常成長方形或梯形。
頭楯後方具有一個鼻狀構造，位於雙眼之間，此構造在蟬頭部尤為明顯。
在蜘蛛身上，頭楯被定義為前眼及背甲前緣間的區域 。